# Преображенский, Михаил Тимофеевич
Михаи́л Тимофе́евич Преображе́нский (4 [16] октября 1854, город Вобальники, Поневежский уезд, Ковенская губерния, Российская империя — 25 сентября 1930, Ленинград, СССР) — русский и советский архитектор, реставратор, педагог, историк древнерусского зодчества, академик архитектуры.

## Биография
Родился 4 [16] октября 1854 в местечке Вобальник, Поневежского уезда, Ковенской губернии, в семье учителя сельского приходского училища. С 1870 по 1874 учился на архитектурном отделении Московского училища живописи, ваяния и зодчества в мастерской академика архитектуры К. М. Быковского. По окончании архитектурного отделения в 1874 году, переведён в класс гипсовых фигур.
В мае 1875 года получает свидетельство об окончании училища и награждается малой серебряной медалью МУЖВЗ за проект публичной библиотеки.
С сентября 1875 года — ученик архитектурного отделения Высшего художественного училища Императорской Академии художеств. Учился у профессора А. И. Резанова, затем у академика Д. И. Гримма, основоположника русского стиля в архитектуре. В 1876 году награждён большой серебряной медалью ИАХ за проект мавзолея, в 1877 году малой золотой медалью за программу «Вокзал в парке близ столицы», в 1879 большой золотой медалью ИАХ за проект «Инвалидный дом на 1000 человек нижних чинов и 50 офицеров».

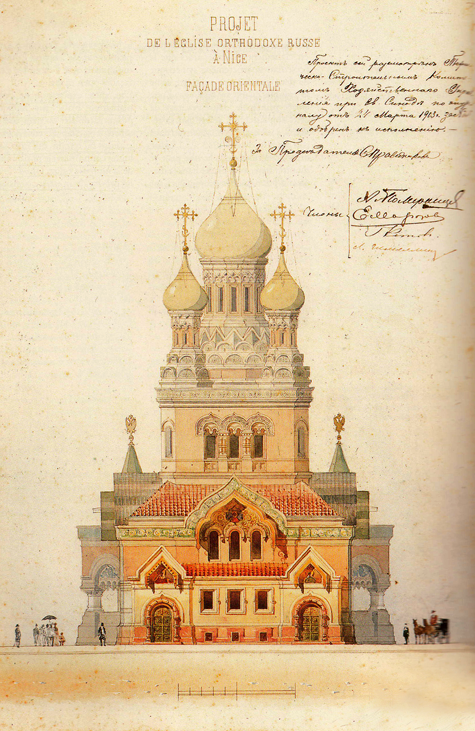
Проект М. Т. Преображенского «Русский православный собор в Ницце», утверждённый Комитетом Хозяйственного управления Святейшего Синода, (1903).

В 1879 году М. Т. Преображенский выпускается из Императорской Академии художеств со званием классного художника первой степени и золотой медалью «за весьма хорошие познания в архитектуре». С 1880 по 1882 год жил и работал в Боровске, Калужской губернии. С 1882 года — пенсионер Императорской Академии художеств, сначала в Италии — Венеция, Флоренция и Рим, затем с 1884 года в Париже, в 1885 году в Мюнхене и Вене. В 1884 году, ещё будучи пенсионером Академии, М. Т. Преображенский получает заказ на проектирование посольского храма во Флоренции.
4 [16] ноября 1887 избирается академиком архитектуры Императорской Академии художеств и получает приглашение Академии преподавать в подготовительном отделе архитектурного класса на правах адъюнкт-профессора. В марте 1888 года, назначенный адъюнкт-профессором, М. Т. Преображенский, с разрешения Президента ИАХ Великого князя Владимира Александровича, прекращает пенсионерскую поездку и возвращается в Россию с целью исследования памятников древнерусского искусства и зодчества в Калужской, Московской и Нижегородской губерниях. Результатом исследования, становится самый значительный научный труд М. Т. Преображенского — «Памятники древнерусского зодчества в пределах Калужской губернии : Опыт исследования древнего зодчества по губернии академика архитектуры М. Т. Преображенского», законченный им в 1889 году. Издание удостоено большой серебряной медалью Императорского Русского археологического общества.

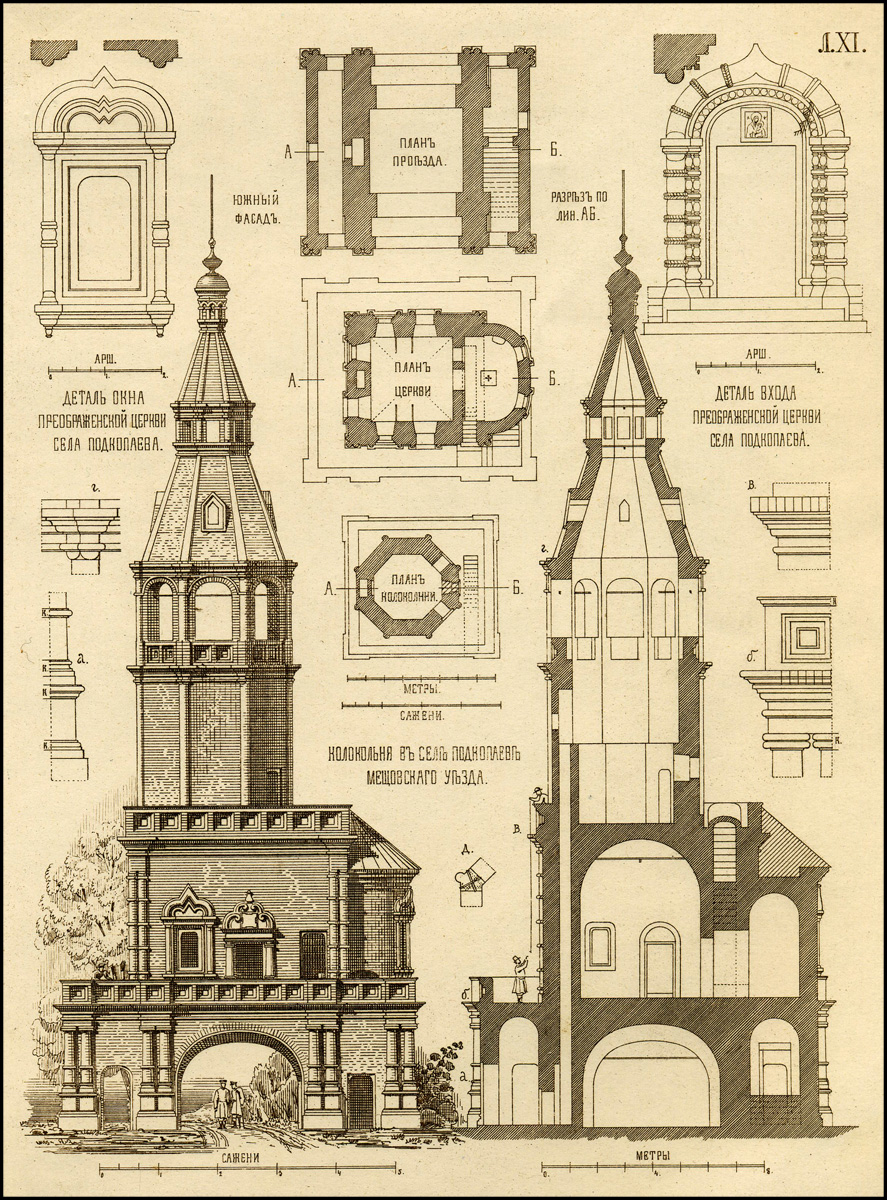
Чертёж М. Т. Преображенского «Колокольня в селе Подкопаево Мещовского уезда» из книги «Памятники древнерусского зодчества в пределах Калужской губернии», (1891).

С апреля 1891 года — техник контроля и член Общего Присутствия Хозяйственного управления Святейшего синода, контролировавшего всё церковное строительство в Империи, член Технического строительного комитета при Министерстве внутренних дел Российской империи.
После утверждения «Временного устава» 1893 года — действительный член Императорской Академии Художеств. В 1894 году получает должность профессора искусств в архитектурных классах и становится членом Совета Академии. С 1900 года — профессор-руководитель мастерской Высшего художественного училища, член наблюдательного совета педагогических курсов Императорской Академии художеств.
С 1893 года — член Императорской Археологической Комиссии Министерства Императорского Двора и уделов. С 1907 года — действительный статский советник. Один из учредителей Общества архитекторов-художников. Архитектор реставрации Генуэзской крепости в Феодосии, Смоленской крепости, Поганкиных палат в Пскове, Собора преподобного Исаакия Далматского. С 1890 по 1892 год — строитель здания Московской городской думы, спроектированного Д. Н. Чичаговым.
Преподавал в Императорской Академии художеств вплоть до её упразднения в 1918 году. В результате упразднения Академии, М. Т. Преображенский был уволен со всех должностей и выселен из казённой квартиры, которую он занимал как её сотрудник.
С 1919 по 1922 год возглавлял архитектурное бюро при Народном комиссариате просвещения РСФСР, занимал должность архитектора Исаакиевского собора (должность его помощника занимал Н. П. Никитин). Подготовленный им в революционные годы капитальный труд об Исаакиевском соборе «из восьми отделов с массой чертежей и рисунков» не был издан и, вероятно, утрачен. С 8 августа 1918 года он был также председателем совета новоучрежденного прихода храма Св. Екатерины в Аакдемии художеств (закрыта 17 октября 1919).
В последние годы жизни вёл научную работу в Государственной Академии истории материальной культуры в Ленинграде. Профессор и действительный член Императорской Академии художеств, член Императорского Православного Палестинского Общества.
Скончался 25 сентября 1930 года. Похоронен на кладбище Воскресенского Новодевичьего монастыря в Ленинграде.

## Известные работы
Автор общественных и культовых зданий в Санкт-Петербурге (Церковь Преображения Господня за Московской заставой, Церковь Пресвятой Троицы на Смоленском православном кладбище), Москве (Торговые ряды Заиконоспасского монастыря), Центральной России (Церковь Смоленской Божьей Матери в Богоявленском монастыре в Костроме; Церковь в селе Богословском Тульской губернии), Эстляндской губернии (Кафедральный Собор святого Александра Невского; Пюхтицкий Успенский Ставропигиальный женский монастырь), Черногории, Румынии, Болгарии, Франции, Италии, Аргентине.
| Название | Изображение | Годы постройки                                                                | Статус | Примечания |
| --- | ----------- | ----------------------------------------------------------------------------- | --- | --- |
| Кафедральный Собор святого Александра Невского в Ревеле (Aleksander Nevski Katedraal Lossi plats 10, 10130, Tallinn, Estonia).                                                |             | 1895—1900 (заложен 20 августа 1895 г.; освящён 30 апреля 1900 г.)             | сохранился (№ 1102 в Реестре памятников культурного наследия Эстонии) | Мозаичные панно на фасаде работы академика архитектуры А. Н. Фролова. Витражи по эскизам академика живописи А. Н. Новоскольцева. Иконостас по рисункам М. Т. Преображенского. |
| Церковь Рождества Христова и Святого Николая Чудотворца во Флоренции (Русская Православная церковь во Флоренции) (Via Leone Decimo, 8, 50129, Firenze, Italia).               |             | 1899—1903 (заложена 11 июня 1899 г.; освящена 26 октября 1903 г.)             | сохранилась | Строительство — инженеры Джузеппе Бочини и Альфонсо Фави, архитектор строительства — Джованни Пачарелли. |
| Свято-Николаевский собор в Ницце (Православный собор Святого Николая в Ницце) (Boulevard du Tzaréwitch, Avenue Nicolas II, 06000 Nice, France).                               |             | 1903—1912 (заложена 12 (25) апреля 1903 г.; освящена 4 (17) декабря 1912 г.)  | сохранился (№ PA00080780 в Реестре памятников архитектурного наследия Франции Архивировано 21 мая 2013 года.)                                                                                           | Мозаики на фасадах изготовлены в мозаичной мастерской братьев А. А. и В. А. Фроловых. Проект иконостаса — художник Л. А. Пяновский |
| Храм Святителя Николая Чудотворца в Софии (Русская посольская церковь) (булевард «Цар Освободител», 3 , гр. София, Република България)                                        |             | 1907—1914 (заложен (2 [15] сентября 1907; освящён 11 [24] сентября 1914)      | сохранился | Руководство строительства — архитектор А. Н. Смирнов. |
| Церковь Святого Николая в Бухаресте (Русская посольская церковь) (Студенческая церковь) (Str. Ion Ghica nr. 9, sector 3, Bucureşti, România)                                  |             | 1905—1909 (заложена в 1905 г.; освящена 25 ноября (8 декабря) 1909 г.)        | сохранилась (№ B-II-m-A-18814 в Реестре памятников культурного наследия Румынии Архивировано 21 мая 2013 года.)                                                                                         | Резной, позолоченный иконостас расписан В. М. Васнецовым |
| Церковь Преображения Господня в Санкт-Петербурге (Церковь Преображения Господня за Московской заставой) (Забалканский проспект, 121, город Санкт-Петербург)                   |             | 1897—1902 (заложена 31 августа 1897 г.; освящена 22 декабря 1902 г.)          | утрачена (снесена весной 1932 г.) | Построена на месте временной, деревянной, спроектированной также М. Т. Преображенским. Деревянный иконостас, из резного дуба, по рисунку М. Т. Преображенского, вырезан в мастерской П. С. Абросимова, с образами кисти М. М. Васильева. |
| Церковь Введения во храм Пресвятой Богородицы при Свято-Владимирской женской церковно-учительской школе в Санкт-Петербурге (Забалканский проспект, 96, город Санкт-Петербург) |             | 1898—1901 (заложена в 1898 г.; освящена 20 декабря 1901 г. (2 января 1902 г.) | частично утрачена (В 1917 году здание отдано под лазарет. В 1920 году открыта больница имени «рабочего товарища Коняшина». В 1932—1933 звонница снесена, здание надстроено тремя этажами и переделано). | Двухэтажное здание школы построено по проекту архитектора В. Р. Курзановав 1889 году. По проекту М. Т. Преображенского к зданию с восточной стороны пристроена церковь. На крыше, посредине фасада, была возведена шатровая звонница. Иконостас из кленового дерева, по рисунку М. Т. Преображенского выполнен П. С. Абросимовым. У алтарной стены храма похоронен Обер-прокурор Святейшего Синода К. П. Победоносцев. |
| Собор Святой Троицы в Буэнос-Айресе (Русская посольская церковь) (Brasil 315, C1154AAD, Ciudad Autónoma de Buenos Aires, República Argentina)                                 |             | 1898—1901 (заложен 6 [18] декабря 1898; освящён 23 сентября [6 октября] 1901) | сохранился (№ 253 в Национальном реестре исторических памятников Аргентины (недоступная ссылка)) | Строительство осуществил аргентинский архитектор Алехандро Кристоферсен (исп. Alejandro Christophersen). |
| Собор святого Василия Острожского в Никшиче (Nikšić 81400 Crna Gora) |             | 1895—1900 (заложен 17 июля 1895 г.; освящён 28 августа 1900 г.)               | сохранился | Построен на холме Петрова Главица. Фасадные украшения — скульптор Милош Лепетич. Мраморный иконостас из русских икон — подарок Андреаса Сингроса. После Первой мировой войны на колокольне церкви были установлены большие часы с циферблатом диаметром 2,36 метра. |
| Пюхтицкий Успенский ставропигиальный женский монастырь (Kuremäe küla, Illuka vald, Ida-Virumaa, 41200, Estonia)                                                               |             | 1892—1910 (заложен 16 августа 1892 г.)                                        | сохранился (№ 13849 в Реестре памятников культурного наследия Эстонии) | Спроектированная архитектором Успенская церковь была разобрана в 1908 году. На её месте построен Собор Успения Пресвятой Богородицы по проекту архитектора А. А. Полещука. |
| Церковь Благовещения Пресвятой Богородицы в Заборовской Слободке (Калужская губерния, Перемышльский уезд, село Заборовская Слободка)                                          |             | 1908—1911                                                                     | частично утрачена (В середине XX века закрыта и разорена.) | Принадлежала калужским дворянам Ширинским-Шихматовым. |
| Торговые ряды Заиконоспасского монастыря (Никольская улица, дом 7, город Москва)                                                                                              |             | 1899—1901                                                                     | сохранились | Здание построено на месте Бурсы Заиконоспасского монастыря. |

## Научные труды
- Преображенский М. Т. Примерные чертежи причтовых построек для сельского духовенства в Западном крае : 54 черт. на 9 табл. с кратким пояснительным текстом / Сост. членом общего присутствия Хозяйственного управления при Святейшем Синоде акад. архит. М. Преображенским.. — Санкт-Петербург: Синодальная типография, 1892. — 36 с.
- Преображенский М. Т. Памятники древнерусского зодчества в пределах Калужской губернии : Опыт исслед. древ. зодчества по губ. акад. архитектуры М. Т. Преображенского. — Санкт-Петербург: Академия художеств, 1891. — 119 с.
- Преображенский М. Т. Мнение члена Академии художеств М. Т. Преображенского по вопросу об организации рисовальных школ. — Санкт-Петербург: тип. Гл. упр. уделов, 1899. — 12 с.
- Преображенский М. Т. Ревельский православный Александро-Невский собор : Краткое описание собора : С 3 черт. проекта и 4 фотогр. снимками с натуры / М. Преображенский, акад. архитектуры.. — Санкт-Петербург: типо-лит. А. Э. Винеке, 1902. — 8 с.
- Преображенский М. Т. Доклад по преобразованию художественных школ, подведомственных Академии художеств, составленный М. Т. Преображенским и одобренный Академической комиссией 5 февраля 1910 г. — Одесса: тип. П. С. Рубенчика, 1910. — 15 с.
- Преображенский М. Т. Отчет М. Т. Преображенского по командировке собранием Академии художеств в Междуведомственную комиссию по Исаакиевскому собору для выяснения необходимого ремонта по зданию и исчислению потребных на то средств. — Санкт-Петербург: тип. Спб. град., 1911. — 32 с.

## Адреса в Санкт-Петербурге
- Васильевский остров, 4-я линия, дом 1[5][43].

## Комментарии
1. ↑  В конкурсе победил проект архитектора Д. Н. Чичагова.
2. ↑  В Свидетельстве об окончании МУЖВЗ указано, что «за всё время пребывания в училище, вёл себя безукоризненно»[6].
3. ↑  Строительство храма осуществлено с 1899 по 1902 год[7].
4. ↑  Президент Императорской Академии художеств с 1876 по 1909 год[9].
5. ↑  Опубликован Императорской Акажемией художеств в 1891 году.
6. ↑  Назначение на эту должность, предопределило всё дальнейшее творчество архитектора. С 1891 и до начала Первой мировой войны, М. Т. Преображенский в основном занимался проектированием православных храмов[5].
7. ↑  «Временный устав Императорской Академии художеств, высочайше утвержденный в 15 день октября 1893 года»[11].
8. ↑  Совместно с профессором, академиком архитектуры Г. И. Котовым[3]
9. ↑  Декретом Совета Народных Комиссаров от 14.04.1918 № 417 «Об упразднении Академии Художеств, реорганизации Высшего Художественного Училища и передаче в ведение Народного Комиссариата Просвещения Музея Академии Художеств», Императорская Академия художеств, как государственное учреждение, упразднена.
10. ↑  Как профессор-руководитель мастерской, М. Т. Преображенский получал содержание 2400 рублей в год и имел казённую квартиру в здании Академии[2].
11. ↑  Могила сохранилась (15-й участок). На могиле установлен железный крест[16].
12. ↑  Обе церкви не сохранились[17][18].
13. ↑  Русский художник Леонид Адамович Пьяновский (1885-1976). Похоронен на Русском кладбище Кокад.
14. ↑  Московский проспект, дом 104[30].